# Laurids Smith
Lars eller Laurids Smith (også Lauritz) (12. april 1754 i København – 22. marts 1794 sammesteds) var en dansk præst, som i det 18. århundrede blev kendt som en af Skandinaviens første dyrevenner via sine udtalelser bl.a. om at budskabet om at "elske sin næste" også omfattede dyr.
Smith mente dog at det var acceptabelt at spise kød, så længe det er en nødvendighed, og ikke en "luksusvare". Han argumenterede for at siden man ved dyrehold frarøvede dyrene deres frihed, havde man pligt til at kompensere derfor ved at sørge for at dyrene havde gode forhold.
Selvom Laurits Smiths tanker i dag ville karakteriseres som dyrevelfærd, var han en af de første som brugte begrebet "rettigheder" i forbindelse med dyr. Smiths idéer fik dog aldrig en videre stor indflydelse.

## Mindesmærket
Lauritz Smith døde i 1794, og forblev stort set ukendt i offentligheden. Dog blev der sat et mindesmærke for ham ved hovedindgangen til Holmens Kirkes kirkegård på hjørnet af Øster Farimagsgade og Dag Hammarskjölds Allé. Mindesmærket er flere gange blevet fornyet af Dyrenes Beskyttelse. Det er i dag flyttet ind på selve kirkegården, hvor han selv er begravet.
På mindesmærket står følgende at læse:
"For Lauritz Smith 
Den meget oplyste Mand – Den nidkiere nyttige skolelærer – Den saare udmærkede Prædiker – Den for almeenvel utrættelige Tænker og Arbeider – Den trofaste Ven – Den til Beundring Veldædige – Den Sande Hæderværdige 
reistes denne Mindesteen 
Af nogle hans erkiendtlige Tilhørere og sørgende Venner"
"I taknemmelig erindring om om den afdødes virken for indskærpelsen af menneskets pligter mod dyrene lod Foreningen til Dyrenes Beskyttelse dette minde forny aar 1878, 1908, 1965 og 1995"
"Tæt bagved denne Steen hviler hans Legem efter hans Ønske Blandt hans elskede Hensovede Tilhørere"
"Han fødtes den 12te April 1754 
Kaldtes til bedre Liv den 22 Marts 1794"